# Stade du Moustoir
Stade du Moustoir is een stadion in de Franse stad Lorient.
Het stadion wordt veelal gebruikt voor voetbalwedstrijden en is het thuisstadion van FC Lorient. Het stadion heeft 18.110 zitplaatsen, maar kan 18.500 mensen herbergen. In 2010 werd de nieuwe zuidtribune geopend. In het stadion ligt kunstgras. Halverwege 1993 werd de naam van het stadion gewijzigd in Stade du Moustoir-Yves Allainmat. Allainmat was een Frans politicus en burgemeester van Lorient tussen 1965 en 1973. Hij overleed op 30 maart 1993 op 86-jarige leeftijd.
Stade Raymond-Kopa (Angers) ·
Matmut Atlantique (Bordeaux) ·
Stade Francis-Le Blé (Brest) ·
Stade Gabriel Montpied (Clermont) ·
Stade Bollaert-Delelis (Lens) ·
Stade Pierre-Mauroy (Lille) ·
Stade du Moustoir (Lorient) ·
Parc Olympique Lyonnais (Lyon) ·
Stade Vélodrome (Marseille) ·
Stade Saint-Symphorien (Metz) ·
Stade Louis II (Monaco) ·
Stade de la Mosson (Montpellier) ·
Stade de la Beaujoire (Nantes) ·
Allianz Riviera (Nice) ·
Parc des Princes (PSG) ·
Stade Auguste-Delaune (Reims) · 
Roazhon Park (Rennes) ·
Stade Geoffroy-Guichard (Saint-Étienne) ·
Stade de la Meinau (Strasbourg) ·
Stade de l'Aube (Troyes)
Stade François Coty (Ajaccio) ·
Stade de la Licorne (Amiens) ·
Stade de l'Abbé-Deschamps (Auxerre) ·
Stade Armand Cesari (Bastia) ·
Stade Michel d'Ornano (Caen) ·
Stade Gaston Gérard (Dijon) ·
Stade Marcel-Tribut (Dunkerque) ·
Stade des Alpes (Grenoble) ·
Stade du Roudourou (Guingamp) ·
Stade Océane (Le Havre) ·
Stade Marcel Picot (Nancy) ·
Stade des Costières (Nîmes) ·
Stade René Gaillard (Niort) ·
Stade Charléty (Paris) · 
Nouste Camp (Pau) ·
Stade Paul-Lignon (Rodez) ·
Stade Robert-Diochon (Quevilly-Rouen) ·
Stade Auguste Bonal (Sochaux) ·
Stadium Municipal (Toulouse) · 
Stade du Hainaut (Valenciennes)
Stade de France (Frans nationaal stadion) ·
Parc des Sports d'Avignon (Avignon) ·
Stade Gaston Petit (Châteauroux) ·
Stade Dominique Duvauchelle (Créteil) ·
Parc des Sports d'Annecy (Annecy) ·
Stade Ange Casanova (Gazélec Ajaccio) ·
Stade Francis-Le Basser (Laval) ·
Stade de la Source (Orléans) ·
Stade Bauer (Red Star) ·
Stade Jean-Bouin (Stade français) ·
Stade de la Vallée du Cher (Tours)